# Battaglia di Ane
La battaglia di Ane (in olandese: Slag bij Ane) si combatté il 28 luglio 1227, nei pressi della piccola località olandese di Ane, fra le truppe del vescovo-principe di Utrecht Otto II di Lippe e quelle guidate da Rudolf II di Coevorden rafforzate dagli abitanti della Drenthe. Le truppe di Utrecht erano costituite da aristocratici bene armati; quelle della Drenthe erano costituite in gran parte da contadini equipaggiati con i soli arnesi da lavoro. Vinsero inaspettatamente questi ultimi, soprattutto a causa della migliore conoscenza del territorio.

## Antefatto

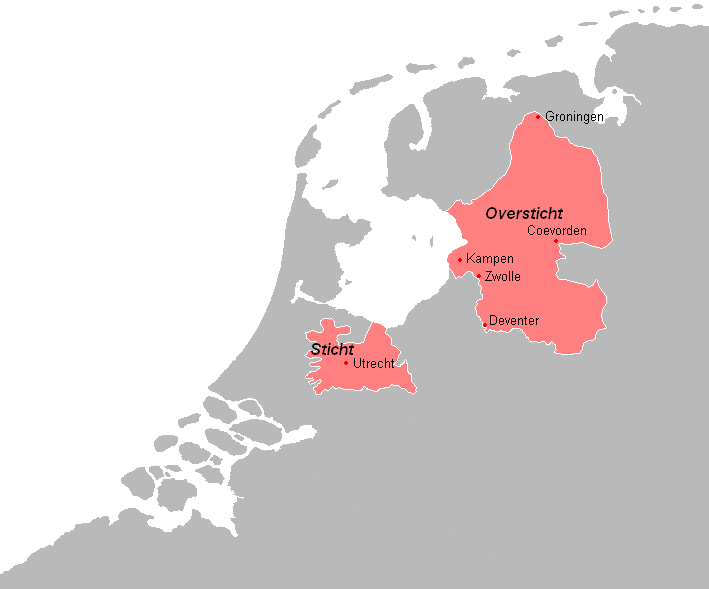
Carta storica (XII sec.) dei Paesi Bassi: Sticht (in basso e a sinistra), Oversticht (in alto e a destra)), entrambe di colore rosa

Province dei Paesi Bassi (XXI secolo)

In età medievale la città di Utrecht (Paesi Bassi) fu capitale di un potente principato ecclesiastico. Fin dall'VIII secolo i vescovi di Utrecht esercitarono il potere temporale nella città di Utrecht e nei suoi dintorni: un territorio, detto «Sticht», corrispondente all'attuale provincia di Utrecht. Tra il 1024 e il 1046 i vescovi di Utrecht ottennero dagli imperatori Corrado II ed Enrico III, come feudi anche le contee di Drenthe, Salland e Twente e le città di Groninga e Deventer. I nuovi territori non erano in continuità con quelli dello Sticht, perché vi si interponevano i territori della Ducato di Gheldria (attuale provincia della Gheldria, in lingua olandese Gelderland); furono chiamati «Oversticht» e corrispondono grosso modo alle attuali province di Drenthe e di Overijssel.
Il potere dei principi-vescovi di Utrecht sull'Oversticht, tuttavia, rimase generalmente soltanto nominale, sia per la resistenza degli abitanti a riconoscere l'autorità vescovile, sia per una serie di vescovi deboli che si era succeduta nella diocesi Utrecht. Per esempio, uno di costoro, Hardbert, vescovo di Utrecht dal 1139 al 1150, aveva nominato i suoi fratelli Ludolf e Leffard burgravi rispettivamente di Groninga e Coevorden, dando così origine in loco a due dinastie autonome da Utrecht e rivali fra di loro.
Nel 1215 venne nominato vescovo di Utrecht Otto II. Nato in una famiglia aristocratica della Vestfalia da cui erano usciti guerrieri ed ecclesiastici, già prevosto del duomo di Utrecht, Otto II era tuttavia anche un militare di grande esperienza: dal 1217 al 1222 fu a fianco di Andrea II d'Ungheria alla Quinta crociata nel corso della quale partecipò fra l'altro all'assedio e alla presa di Damietta in Egitto (1218-1219). Ritornato in patria nel 1223, Otto II si impegnò a ripristinare anche con la forza l'autorità di Utrecht sui territori della diocesi. Pertanto, con una serie di azioni militari, dapprima sottomise i territori del Veluwe e del Salland che si erano resi autonomi dalla diocesi, combatté poi contro i potenti conti di Holland e di Gelre (con i quali firmerà nel 1226 un trattato di pace favorevole anche grazie all'appoggio del legato pontificio Corrado di Urach), e infine decise di sottomettere i ribelli dell'Oversticht restii a riconoscere l'autorità di Utrecht, preparando una spedizione contro il castellano di Coevorden Rudolf II.
Nell'estate del 1227 Otto II decise di conquistare il castello di Coevorden, approfittando della lontananza del castellano Rudolf, impegnato nell'assedio di Groninga retta dal prefetto Egbert parente peraltro dello stesso Rudolf perché discendente anch'egli dal vescovo Hardbert. Con la promessa di indulgenze e di un ricco bottino, il vescovo di Utrecht radunò nei pressi della cittadina di Ommen un esercito in cui militavano numerosi uomini d'arme, tra i quali i conti d'Olanda, di Gheldria, di Bentheim e il duca di Kleve, con l'obiettivo di distruggere Coevorden. Militavano nel campo del vescovo, inoltre, i nemici di Rudolf: Egbert, il prefetto di Groninga, e i Frisoni, che temevano soprattutto la concorrenza commerciale di Coevorden. Rudolf poteva contare soltanto sul suo piccolo esercito, sull'appoggio dei Gelkinge, un'importante famiglia di commercianti di Groninga avversaria di Egbert, e sul sostegno dei contadini della Drenthe, i quali temevano il ritorno del dominio dei principi-vescovi di Utrecht per ragioni non chiare, probabilmente perché temevano il ripristino delle decime. Sulla carta lo scontro sembrava impari: l'esercito del vescovo di Utrecht era molto numeroso, composto da guerrieri di professione bene armati, forte soprattutto di circa 500 esperti cavalieri; l'esercito del castellano di Coevorden era costituito da pochi soldati professionisti, soprattutto arcieri, da qualche cittadino di Groninga appartenente alla famiglia Gelkinge, e da contadini della Drenthe, di ambo i sessi, armati degli attrezzi da lavoro (zappe, falci, roncole, asce).

## Svolgimento

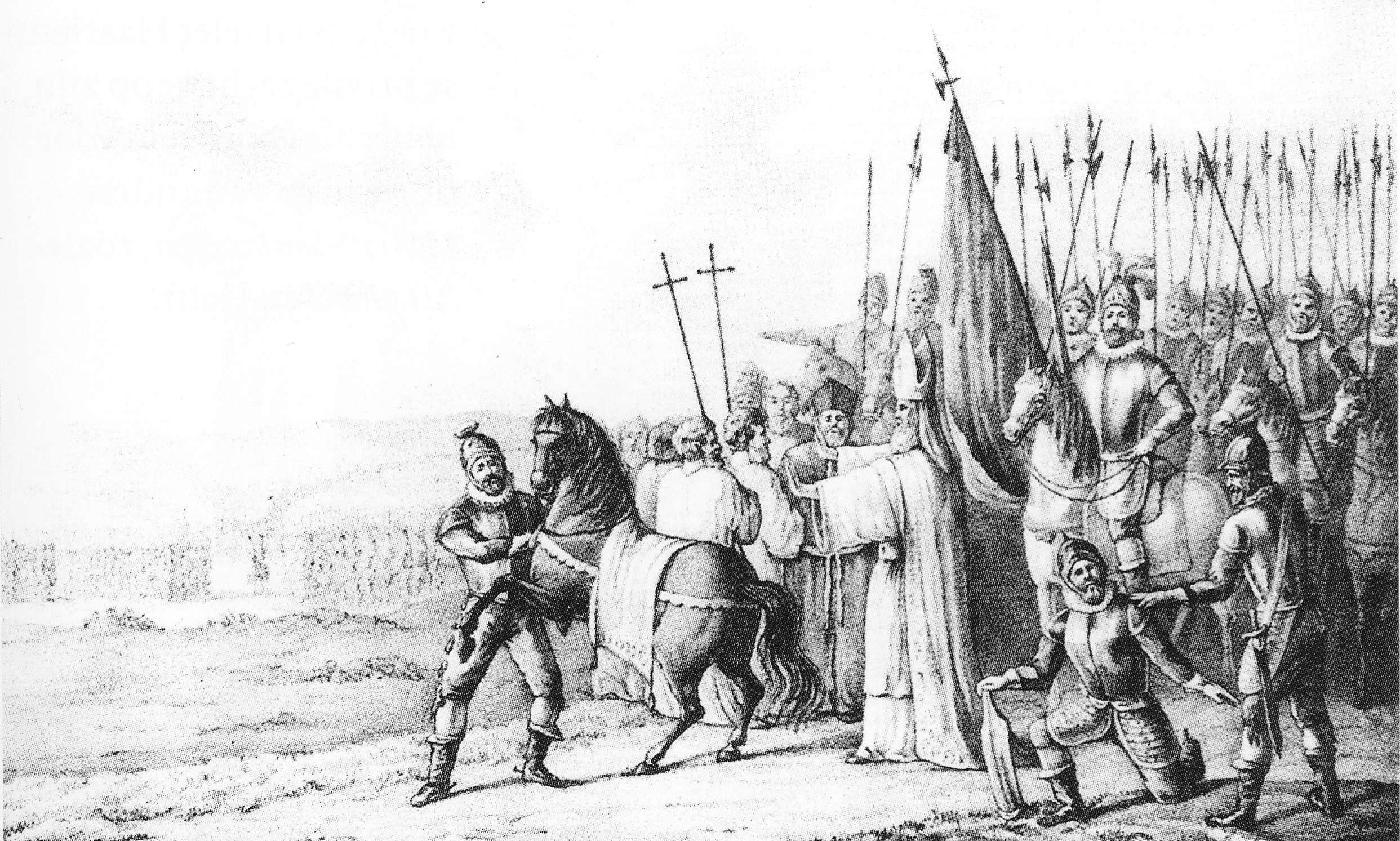
Otto II di Lippe scomunica Rudolf II di Coevorden (incisione di Jan Fels, 1835)

Conosciamo l'andamento della guerra attraverso Quedam narracio de Groninghe, una cronaca scritta probabilmente da uno dei partecipanti allo scontro dalla parte del vescovo. Avvisato della marcia dell'esercito di Otto II verso il castello di Coevorden, Rudolf interruppe l'assedio di Groninga e, con una marcia a tappe forzate, guidò i suoi uomini verso sud. Strada facendo, le file del piccolo esercito di Rudolf si infoltirono con gli abitanti dei villaggi della Drenthe. Le truppe della Drenthe intercettarono infine quelle di Utrecht nei pressi di Ane.
Non è nota con certezza la sede dello scontro. Alcuni ritengono sia avvenuto un po' più a nord di Ane, laddove qualche anno dopo venne eretto il monastero cistiercense di Mariënkamp. Secondo la Narracio, Rudolf riuscì ad attirare i suoi avversari in una «zona paludosa di oltre mezzo miglio di larghezza, senza alberi o cespugli»; in base a queste indicazioni, la sede fu identificata con una località paludosa, a nord-est di Ane, chiamata Mommenryte. Lo scontro avvenne in ogni modo in una località che le truppe del vescovo non conoscevano, nella quale invece contadini della Drenthe si muovevano agevolmente. Descrive la Narracio:
(Anonimo, Quedam narracio de Groninghe de Trentis de Covordia et diversis aliis sub episcopis Traiectensibus)
Nelle file dei militari di Utrecht fu una strage. Circa 400 cavalieri furono uccisi e numerosi altri, fra cui il conte di Gheldria, fatti prigionieri. Lo stesso vescovo di Utrecht fu ucciso dopo essere stato mutilato orribilmente: i contadini, «immaginando essi che il suo sagro carattere fosse attaccato alla tonsura, gliela strapparono colla cute, per non essere riputati sacrileghi nel dargli la morte».

## Conseguenze

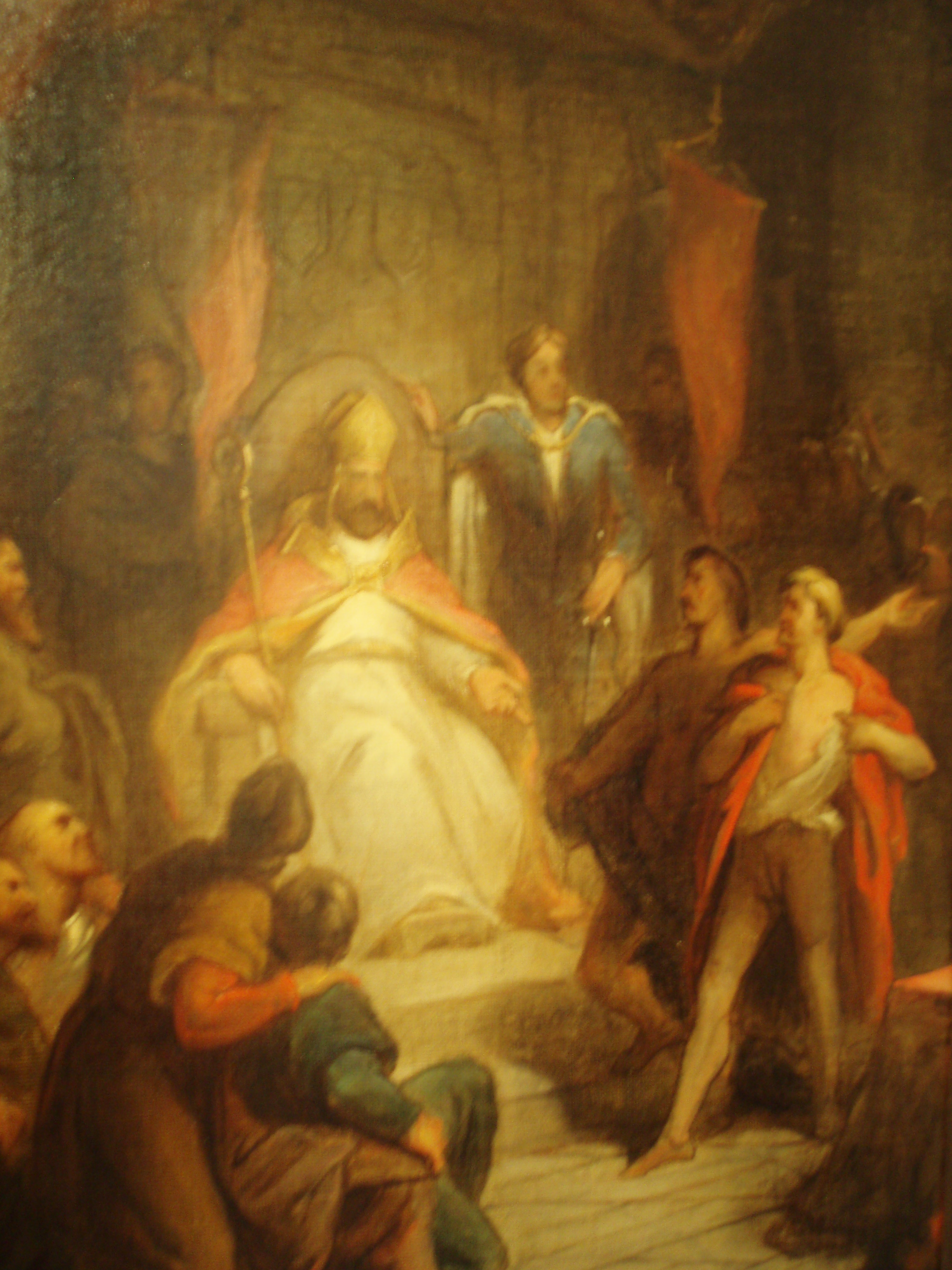
Il vescovo Vilbrando di Oldenburg accoglie i nobili liberati dopo la prigionia successiva alla battaglia di Ane (A.F. Zurcher, XIX sec.)

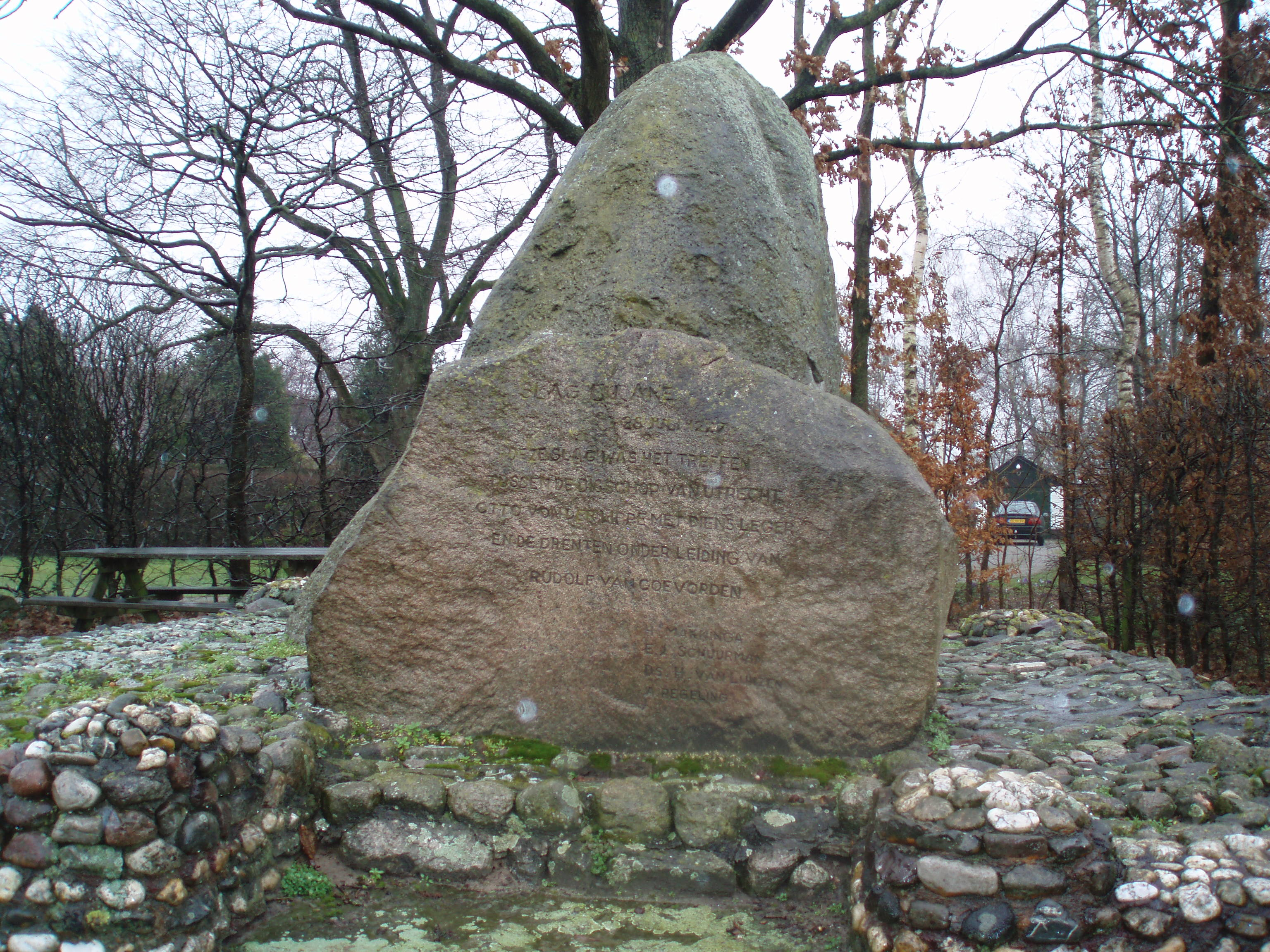
Monumento ai caduti nella battaglia di Ane

La sconfitta dei guerrieri di professione da parte di contadini male armati suscitò grande impressione in tutta Europa. Papa Gregorio IX bandì una specie di crociata contro gli abitanti della Drenthe promettendo l'indulgenza plenaria a chiunque vi avesse partecipato; nominò poi vescovo di Utrecht il vescovo di Paderborn Vilbrando di Oldenburg, anch'egli esperto militare per aver partecipato alla Quinta crociata. Il nuovo vescovo intraprese alcune spedizioni militari nell'Oversticht con l'aiuto dei Frisoni, ma con scarsi risultati; riuscì a vendicare la morte del suo predecessore mettendo a morte Rudolf II di Coevorden, dopo averlo catturato a tradimento e averlo fatto torturare. Dopo la morte di Vilbrando (1233) il successivo vescovo di Utrecht, Otto di Holland, trovò una soluzione pacifica: diede autonomia agli abitanti della Drenthe in cambio dell'edificazione di un convento cisterciense ad Ane a ricordo di Otto II: il convento Mariënkamp (Santa Maria in Campo). Il luogo si rivelò tuttavia poco adatto, per cui nel 1258 il convento fu trasferito da Ane in una nuova località, attorno alla quale nei secoli successivi si sviluppò Assen, l'attuale capoluogo di provincia della Drenthe.
A ricordo della battaglia, nel 1967 ad Ane fu eretto un monumento sul quale è scritto in Drents, il dialetto della Drenthe: "Slag bi'j Aone, 28 juli 1227, zie vocht'n ok veur oenze vri'jheid" ("Battaglia di Ane, 28 luglio 1227, Essi combatterono anche per la nostra libertà")